# Peck (unità di misura)
Un peck è un'unità di misura di volume per aridi usata nel sistema imperiale britannico e nel sistema consuetudinario statunitense, equivalente a 2 galloni o a 8 quarti secchi o a 16 pinte secche (9,09 (UK) o 8,81 (US) litri). Due peck fanno un kenning (obsoleta), e quattro peck fanno un bushel. Sebbene il peck non si usi più ampiamente, alcuni prodotti, come le mele, sono spesso ancora vendute a peck.

## In Scozia prima del 1824
In Scozia, il peck era usato come misura per aridi fino all'introduzione delle unità imperiali in conseguenza della Legge sui Pesi e Misure (Weights and Measures Act) del 1824. Il peck era uguale a circa 9 litri (1,98 Imp gal) (nel caso di certe colture, come frumento, piselli, fagioli e miglio) e a circa about 13 litri (2,86 Imp gal) (nel caso di orzo, avene e malto). Un firlot era uguale a 4 peck.

## Conversioni
| 1 peck imperiale | = | 1⁄4 di un bushel imperiale       |
| 1 peck imperiale | = | 2 galloni imperiali              |
| 1 peck imperiale | = | 8 quarti imperiali               |
| 1 peck imperiale | = | 16 pinte imperiali               |
| 1 peck imperiale | = | 320 once liquide imperiali       |
| 1 peck imperiale | = | 9,09218 litri                    |
| 1 peck imperiale | ≈ | 554,839 pollici cubi             |
| 1 peck imperiale | ≈ | 2,06411 galloni secchi americani |

| 1 peck americano | = | 1⁄4 di un bushel americano     |
| 1 peck americano | = | 2 galloni secchi americani     |
| 1 peck americano | = | 8 quarti secchi americani      |
| 1 peck americano | = | 16 pinte secche americane      |
| 1 peck americano | = | 537,605 pollici cubi           |
| 1 peck americano | = | 8,80976754172 litri            |
| 1 peck americano | ≈ | 1,93788 galloni imperiali      |
| 1 peck americano | ≈ | 310,060 once liquide imperiali |